# Bertrandi
I Bertrandi (o, nella lingua francese, Bertrand, oppure Beltrandi) sono una nobile famiglia di antiche origini, incerte tuttavia fra Piemonte e Savoia, terre un tempo unite sotto il dominio dei conti di Savoia.
Nel 1227 si ha notizia del capostipite dall'atto di infeudazione di Bruzolo, in Valle di Susa, (Piemonte), concessa da Tommaso I di Savoia. I Bertrandi si divisero poi in diversi rami fra XIII e XIV secolo. Diversi Bertrandi furono esponenti di alto rango della corte dei Conti di Savoia che in quei secoli governava sia sulle terre di Savoia, sia su quelle del Piemonte. Secondo gli studiosi di araldica, uno dei rami dei Bertrandi si sarebbe poi stabilito definitivamente in Savoia, Francia.

## Storia e leggenda
Il capostipite fu "Bertramino" detto di Montmelliant, secondo l'Atto di donazione e investitura concessa dal Conte di Savoia Tommaso I a Bertramino de Montemeliano, di tutto ciò che il Conte possedeva a Bruzolo del 30 agosto 1227.
Esponenti importanti presso la Corte furono:
- Beltramino di Montmelliant, Castellano di Susa
- Giovanni, Signore di Chianoc
- Ugone, Signore di Bruzolo
- Giovanni, Signore di San Giorio

Alcuni esponenti appartennero al ceto ecclesiastico con cariche importanti soprattutto nella zona della Tarantasia:
- Bertrando de Bertrandi, arcivescovo-conte di Moûtier-Tarantaise (Savoia) dal 1297 al 1334
- Giovanni III de' Bertrandi di Bruzolo, vescovo di Losanna 1341-1342 e arcivescovo di Moûtier-Tarantaise (Savoia) dal 1342 al 1365
- Bertrando de Bertrandi, priore di Tarantasia intorno alla metà del XIV secolo
- Francesco de Bertrandi di Bruzolo, priore dell'abbazia della Certosa di Montebenedetto fra il 1323 e il 1358
- Pietro, priore di S. Desiderio e S. Antonino a S.Antonino di Susa e San Giorio di Susa
- Raimondo de Bertrandi di Bruzolo, prevosto di San Giorio di Susa nei primi anni del XIV secolo

### I rami
Risulta particolarmente intricato risalire nei rami della famiglia Bertrandi, che da Beltramino moltiplica i propri esponenti con una elevata ricorrenza di nomi simili: Ugone, Ugonetto, Giovanni, Bertrando, i quali assumono titolazione non sempre univoca. Pare tuttavia che si possa distinguere la famiglia in due rami, uno di Bruzolo e uno di Chianocco-San Giorio.

#### Ramo di Bruzolo

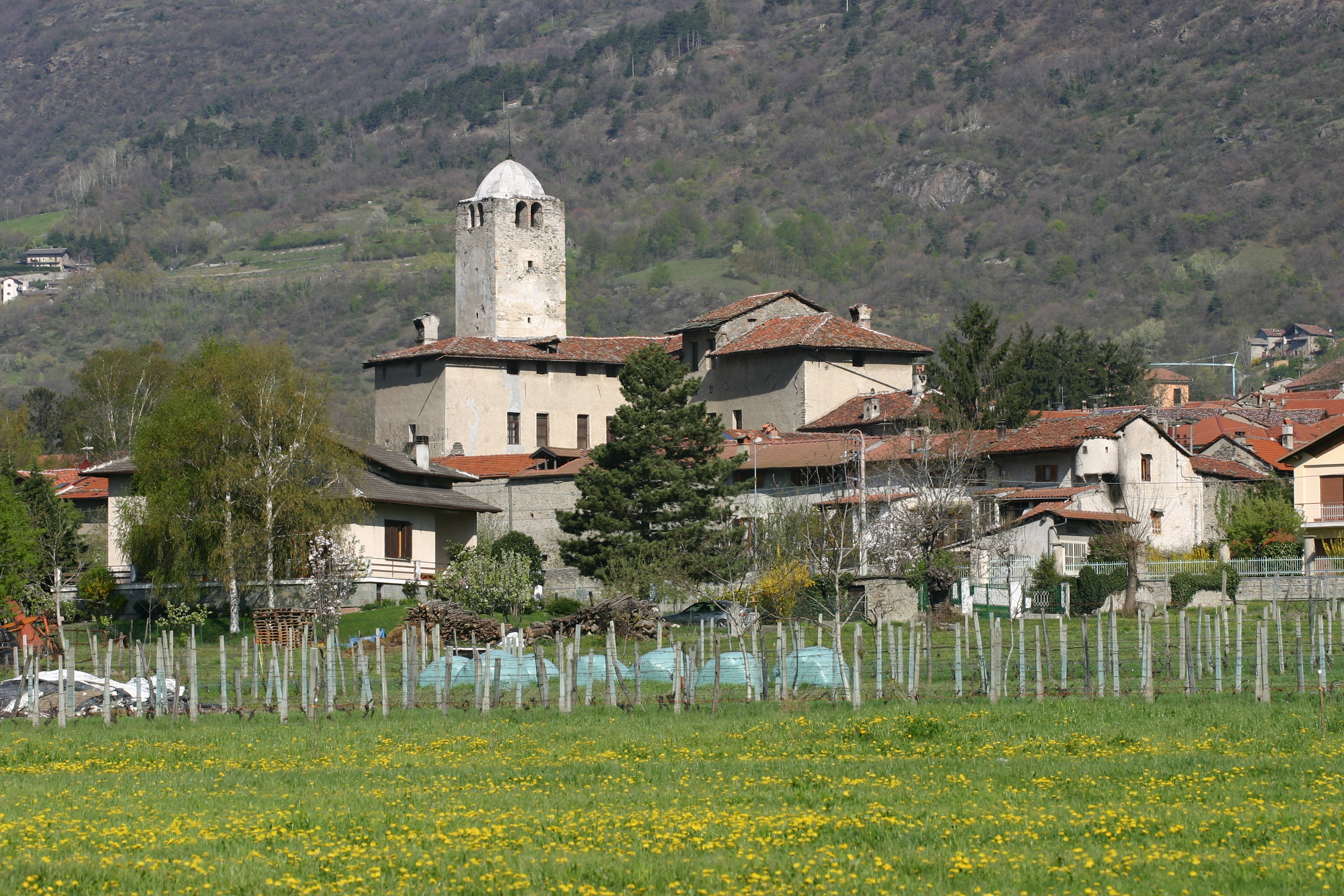
Castello di Bruzolo visto da sud-est.

Appartenenti al ramo di Bruzolo, certi sono il capostipite Beltramino, che ottiene il feudo da Tommaso I di Savoia il 30 agosto 1227. Il territorio corrisponde a quello della parrocchia di Bruzolo, dal fiume Dora Riparia fino alla sommità della montagna.
Del 5 marzo 1304 è l'investitura concessa dal Conte Amedeo di Savoia a favore di "Francesco, e Giovanni fratelli fu Ugone Bertrandi, e Gioannetto fu Cuniberto fu detto Ugone della Giuridizione, mero, e misto Impero di Bruzolo, e di tutti li feudi che li medesimi possiedono nella Valle di Susa, con prestazione d'omaggio".
Data al 13 marzo 1324 la "Infeudazione di Bruzolo a Giovanni Bertrandi milite e a Giovanni e Guglielmo Bertrandi del fu Umberto suoi nipoti, fatta dal conte Edoardo richiamandosi alle investiture precedenti, cioè: Investitura (..) a Bertramino (..) (1227, 30 agosto) e Investitura come sopra data dal Conte Amedeo V a Ugoni Bertrandi milite (1300, 8 novembre), mentre nel 1335 si apprende della rinuncia di Francesco de Bertrandi, priore della Certosa di Montebenedetto nella vicina Villar Focchiardo, a favore di suo zio Giovanni Bertrandi, rispetto all'eredità spettanti da Umberto Bertrandi e dai suoi fratelli Giovanni e Guglielmo, al di qua del Colle del Moncenisio. 
Un atto del 1357 cita Bertrando de Bertrandi "prior monasterii in tharantasia" e suo fratello Umberto Bertrandi come consignori di Bruzolo, dall'anno successivo pare tuttavia certo un disimpegno dal feudo avito.

#### Ramo di Chianocco e di San Giorio

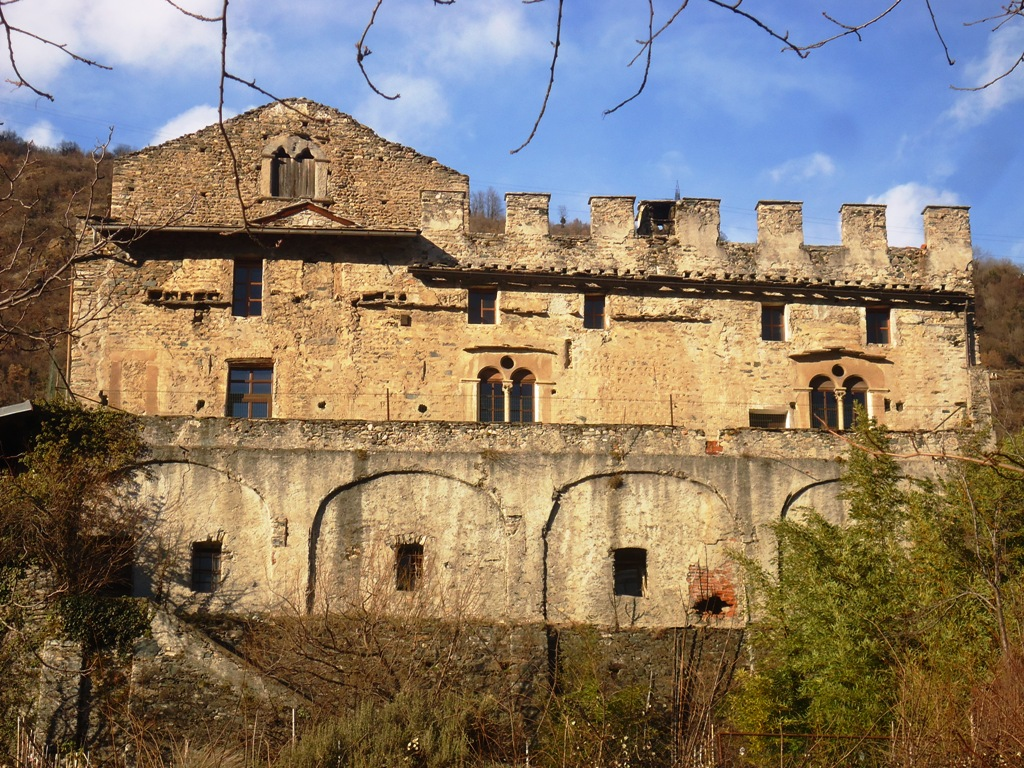
Vista della facciata Sud del Castello di Chianocco, sala comitale.

Interessante un documento del 1282 riguardante il Cartario della Certosa di Montebenedetto, secondo cui Il monastero di Montebenedetto, ad istanza d'Ugone Bertrandi di Chianoc, dà in enfiteusi boschi e pascoli a certi Carrera e Ventura che intendevano impiantare fucine da lavorarvi il ferro, precisamente, secondo il documento, sul territorio di Bruzolo e con tutta certezza da identificare con l'ancora oggi esistente Fucina di Bruzolo.
Nel Castello di Chianocco si intravedono sulle decorazioni delle pareti della sala del feudatario, (XIII-XIV sec.) una rara testimonianza che attende ancora di essere restaurata, tondi che inscrivono un leone nero, richiamo al simbolo araldico della famiglia proprietaria.

### Possedimenti in Piemonte
Parecchi furono i possedimenti della famiglia dei Bertrandi fra il XIII e il XV secolo. Si può dire che essi furono una delle pochissime famiglie feudali a riuscire a consolidare un dominio con una certa stabilità su un'area della Valle di Susa, a quel tempo importante punto di transito per pellegrini, mercanti ed eserciti e al centro di strategie di dominio da parte di parecchi soggetti civili ed ecclesiastici in competizione fra loro e di un interesse fortissimo da parte di Casa Savoia per il controllo dell'accesso al Piemonte e alla Savoia. Un tentativo, quello dei Bertrandi, forse paragonabile a quello del periodo iniziale degli Challant in Valle d'Aosta, ma che per una serie di motivi, tra cui le molteplici divisioni ereditarie, non riuscì a andare oltre il XIV secolo.
Rimangono tuttavia numerose vestigia di quell'epoca:
- Il Castello di Bruzolo con la fucina nella parte alta del paese
- Il Castello di Chianocco
- La Casaforte di Chianocco
- Il Castello di San Giorio di Susa, dove tutti gli anni si celebra una manifestazione basata sulla leggenda della Soppressione del Feudatario
- La Casaforte di San Giorio di Susa
- La Casaforte di San Didero
- La Casaforte di Villar Focchiardo

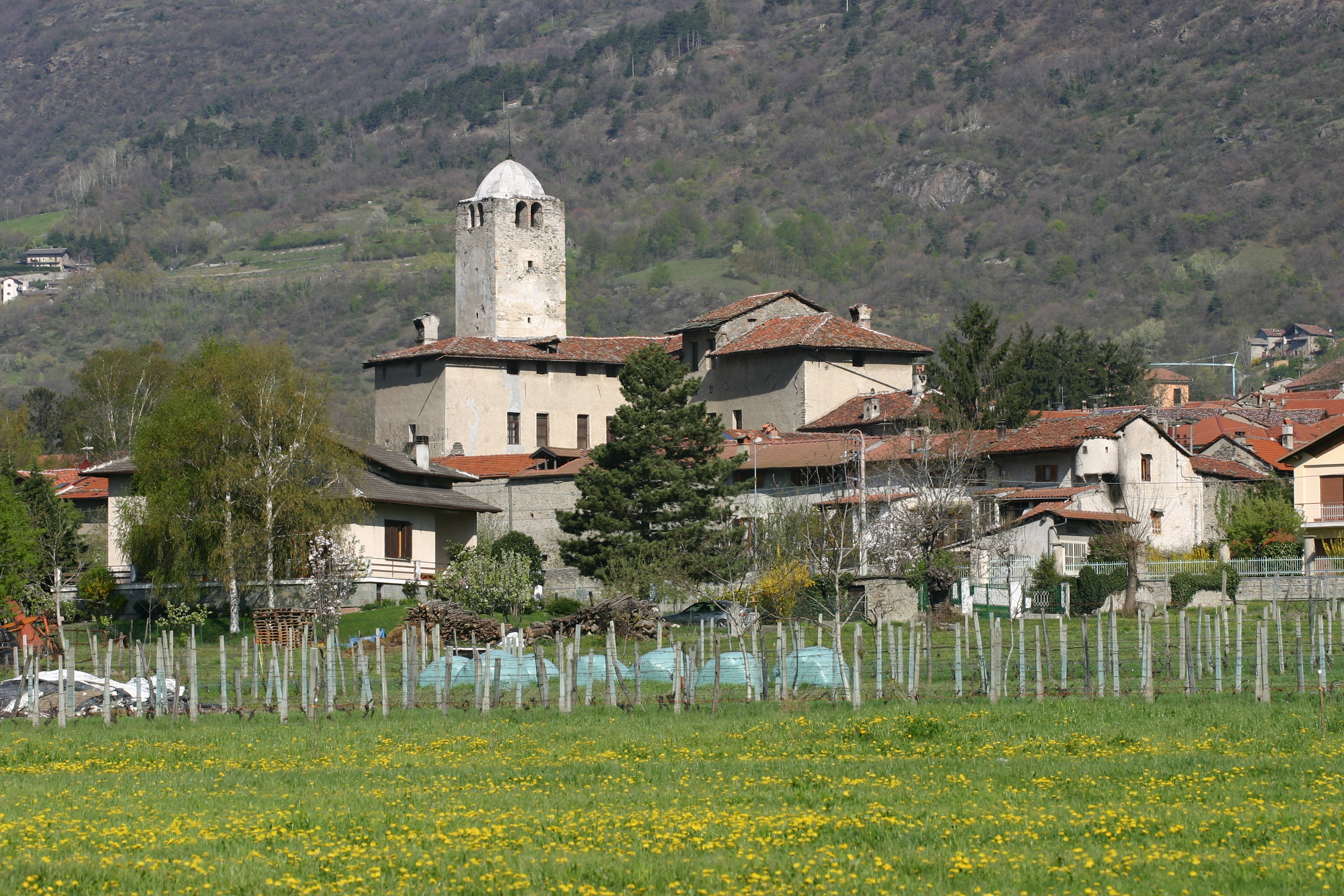
Il Castello di Bruzolo visto dal lato di San Didero
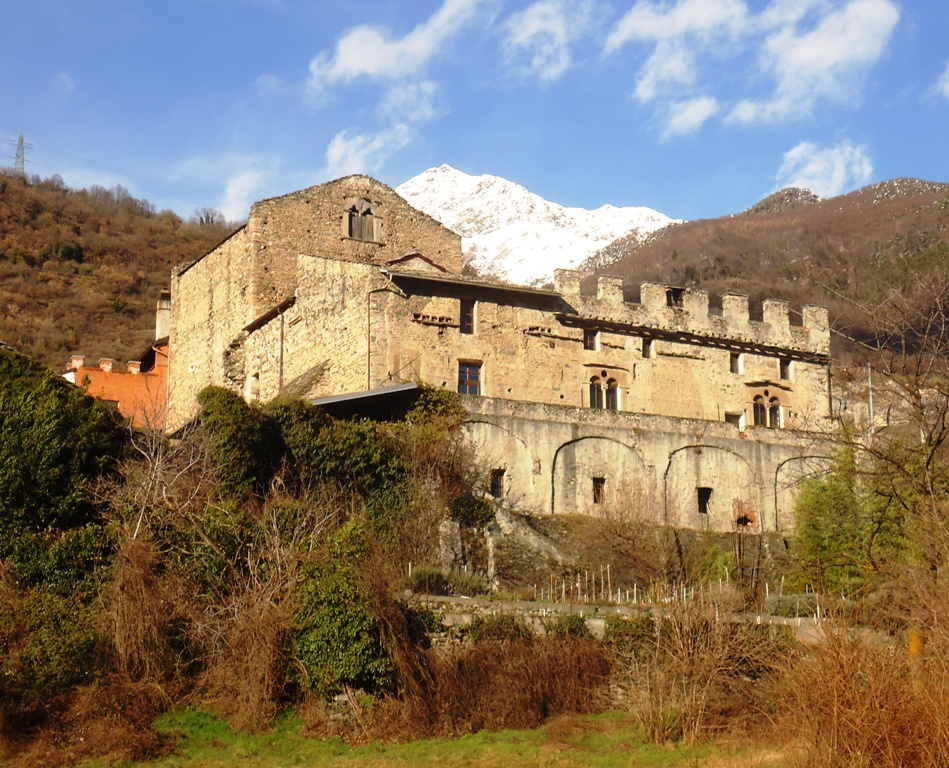
Castello di Chianocco, vista da sud-ovest
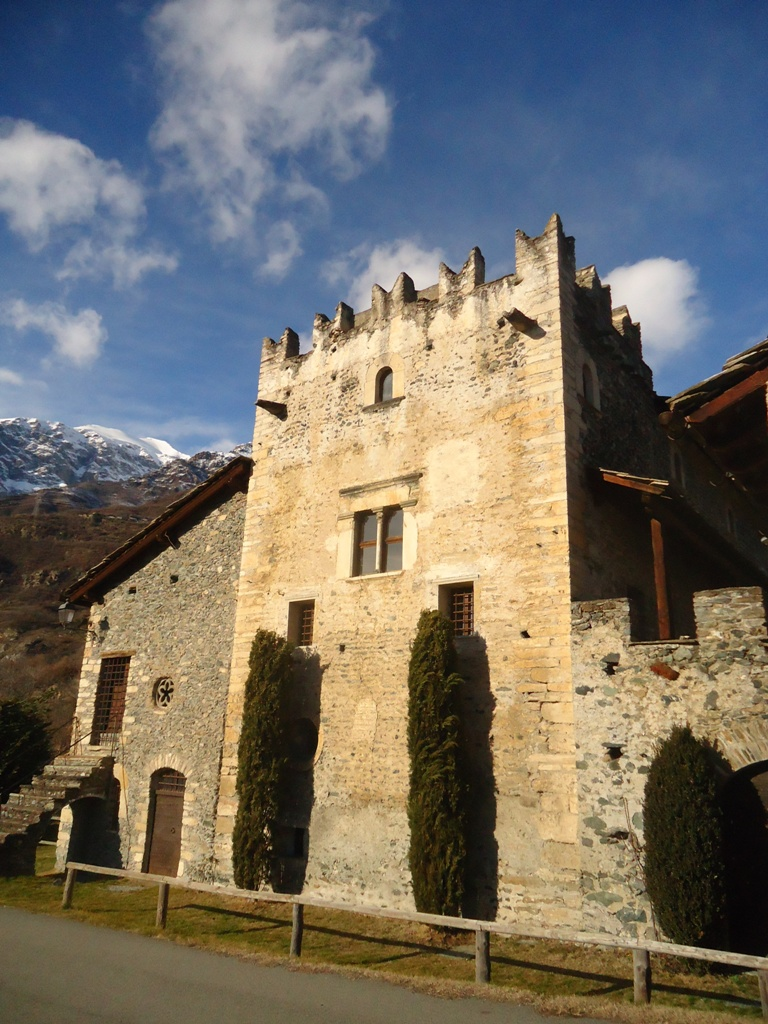
La Casaforte di Chianocco vista dal fronte sud
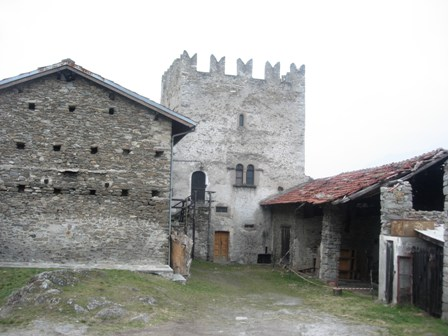
La Casaforte inferiore di San Giorio di Susa
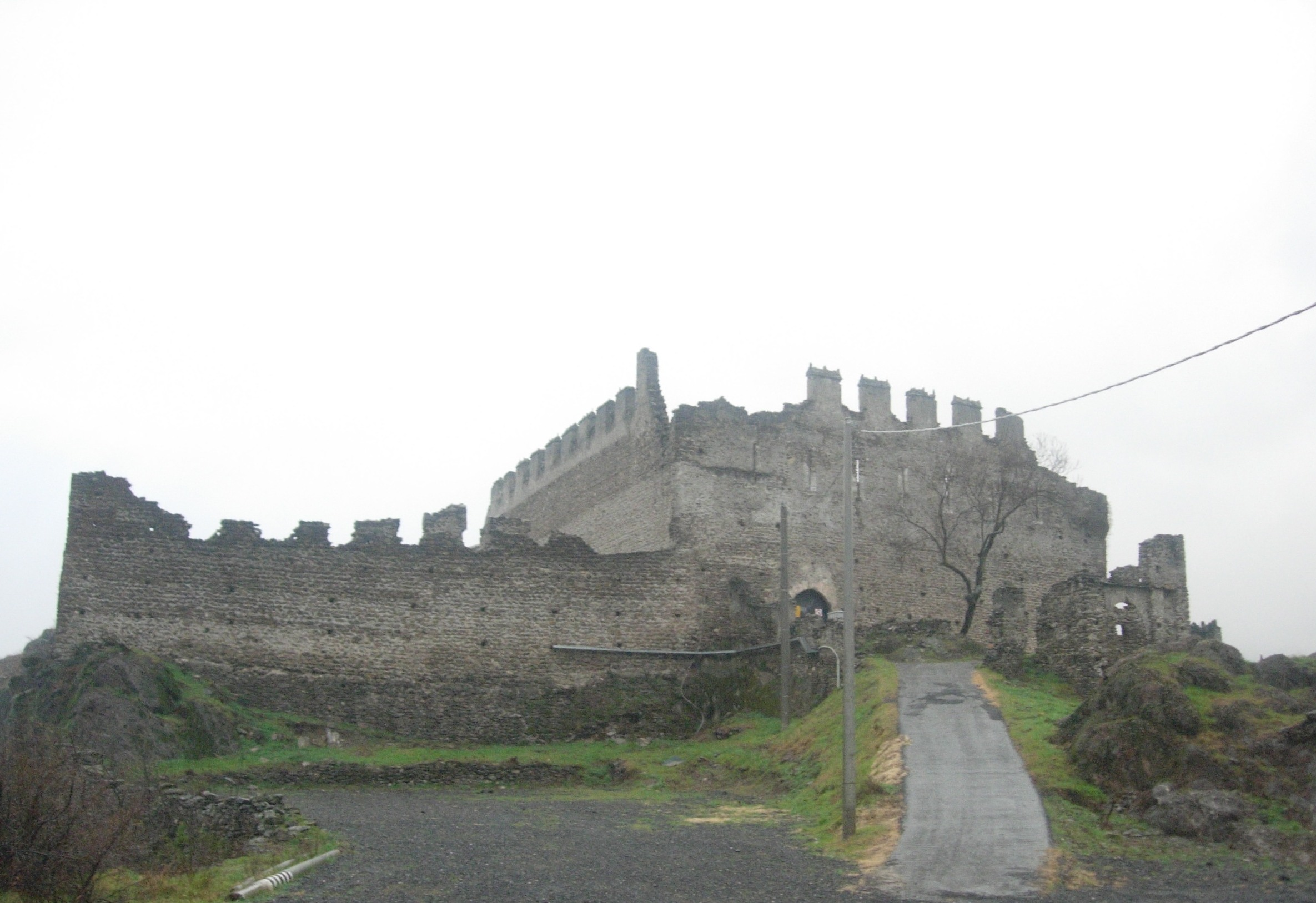
Il Castello di San Giorio di Susa, l'ingresso lato Torino
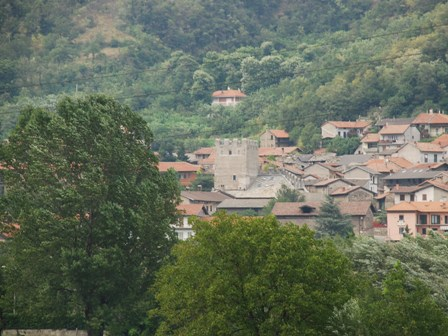
La Casaforte fra le case di San Didero, vista dal centro valle

### Possedimenti in Savoia
Ancora da chiarire dal punto di vista storiografico è il legame con il Casato dei Bertrandi de La Perouse e di Chamousset, che le fonti antiche presentano in continuità con il Casato della Valle di Susa.
Dai documenti emerge invece con certezza la corrispondenza tra i membri della famiglia e gli esponenti che ricoprivano cariche laiche alla Corte sabauda o ecclesiastiche (anche episcopali) presso la diocesi di Moûtiers in Tarantasia.

### La leggenda dellaSoppressione del feudatario

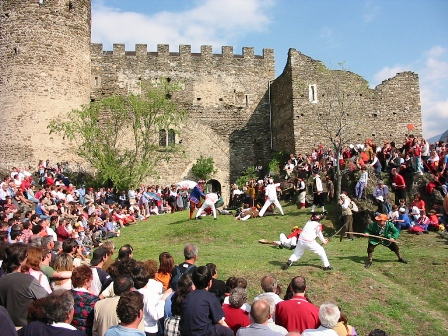
La "Soppressione del feudatario", rappresentata in occasione della festa patronale di San Giorgio sul lato ovest del Castello

Una leggenda che riguarda la famiglia viene rappresentata dagli anni venti del XX secolo a San Giorio di Susa, antico possedimento dei Bertrandi: in occasione della festa patronale di San Giorgio, nella Soppressione del feudatario i paesani si ribellano allo ius primae noctis che il feudatario vorrebbe esercitare a danno di una fanciulla del paese. Si tratta di un falso storico che ha avuto il pregio di inglobare e forse salvare una tradizione più antica, quella del ballo degli Spadonari, attiva anche in altri paesi della valle.